# Dekanat Olsztynek
Dekanat Olsztynek – jeden z 21 dekanatów w rzymskokatolickiej archidiecezji warmińskiej.

## Parafie
W skład dekanatu wchodzi 12 parafii:
- parafia św. Jakuba Apostoła – Butryny
- parafia bł. Doroty z Mątów – Dorotowo
- parafia Świętych Apostołów Piotra i Pawła – Durąg
- parafia św. Wawrzyńca – Gryźliny
- parafia bł. Anieli Salawy – Olsztynek
- parafia Najświętszego Serca Pana Jezusa – Olsztynek
- parafia św. Jana Chrzciciela – Orzechowo
- parafia Wniebowzięcia Najświętszej Maryi Panny – Rychnowo
- parafia św. Jakuba Apostoła – Stawiguda
- parafia św. Andrzeja Boboli – Szyldak
- parafia św. Stanisława Biskupa – Waplewo
- parafia Chrystusa Króla – Wigwałd

## Historia
Do 15 września 2022 roku w skład dekanatu wchodziło 9 parafii:
- parafia bł. Doroty z Mątów – Dorotowo
- parafia św. Wawrzyńca – Gryźliny
- parafia bł. Anieli Salawy – Olsztynek
- parafia Najświętszego Serca Pana Jezusa – Olsztynek
- parafia św. Jana Chrzciciela – Orzechowo
- parafia św. Jakuba – Stawiguda
- parafia św. Stanisława Biskupa – Waplewo
- parafia Chrystusa Króla – Wigwałd

## Sąsiednie dekanaty
Grunwald, Łukta, Nidzica, Olsztyn Południe, Ostróda, Szczytno.